# 1561 en science
| Années de la science : 1558 - 1559 - 1560 - 1561 - 1562 - 1563 - 1564    |
| Décennies de la science : 1530 - 1540 - 1550 - 1560 - 1570 - 1580 - 1590 |

Cet article présente les faits marquants de l'année 1561 en science.

## Événements
- Carte générale du monde (Carta General do Orbe)[1] de Bartolomeu Velho pour Sébastien Ier de Portugal.

## Publications
- Luigi Anguillara : Semplici, dell' eccelente Luigi Anguillara, li quali in piu pareri a diversi nobili huomini scritti appaiono, et nuovamente da M. Giovanni Marinello mandati in luce, Venise. Ouvrage sur les simples ;
- Valerius Cordus : Annotationes in Pedacii Dioscoridis de Materia medica libros V, posthume, environ 500 plantes y sont décrites ;
- Valerio Faenzi : De origine montium, Venise. Traité précurseur de l'orogenèse et de la géologie moderne ;
- Gabriel Fallope : Observationes anatomicae, Venise ;
- Guglielmo Gratarolo :
  - Pestis descriptio, causa signa omnigena et praeservatio, Paris, Federic Morel sur gallica,
  - Verae alchemiae artisque metallicae, citra aenigmata, doctrina, Bâle, Heinrich Petri et Petrus Perna en ligne sur le site de la BIUM, sur la biblioteca virtual Miguel de Cervantes. Ouvrage d'alchimie,
- Ambroise Paré :
  - La méthode curative des playes et fractures de la test humaine, avec les pourtraicts des instruments nécessaires pour la curation d'icelle, Prais, Jean le Royer ;
  - Anatomie universelle du corps humain, Paris, Jean Le Royer.
- Jacobus Sylvius : Ordo et ordinis ratio in legendis Hippocratis et Galeni libris, Paris (édition posthume).

## Naissances

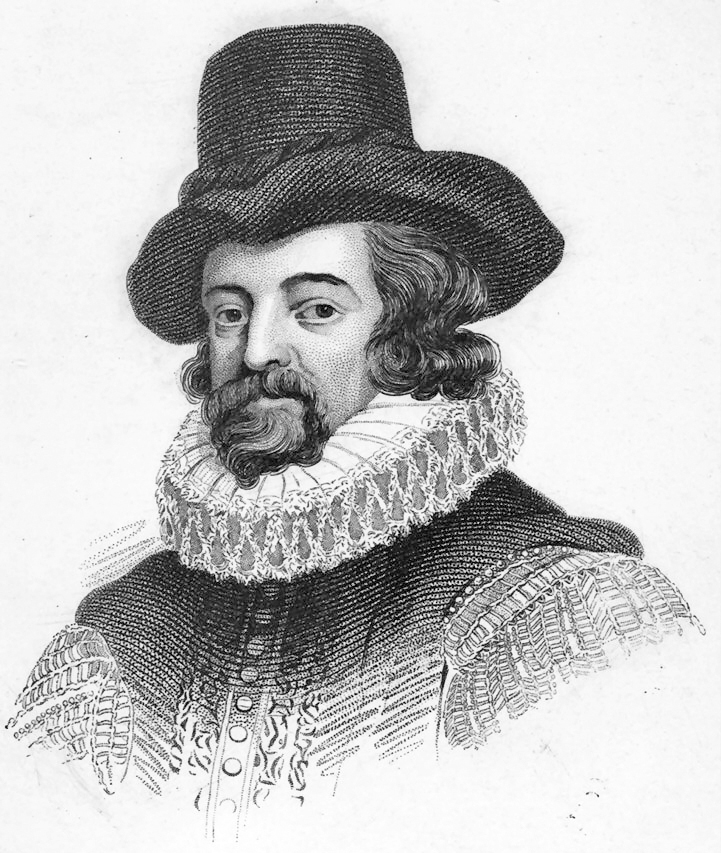
Francis Bacon

- 6 janvier : Thomas Fincke (mort en 1656),  mathématicien et médecin danois, qui a étudié les fonctions trigonométriques et a introduit en particulier les termes tangente et sécante.
- 22 janvier : Francis Bacon (mort en 1626), homme d'État et philosophe anglais.
- 2 juillet : Christopher Grienberger (mort en 1636), mathématicien et prêtre jésuite autrichien.
- 24 août : Bartholomäus Pitiscus  (mort en 1613), mathématicien allemand, qui édita les tables de trigonométrie les plus précises du début du XVIIe siècle.
- 25 août : Philippe van Lansberge (mort après 1632), mathématicien et astronome belge.
- 29 septembre : Adrien Romain (mort en 1615), médecin et mathématicien flamand.
- 8 octobre : Edward Wright (mort en 1615),  mathématicien et cartographe anglais.